# Alfred Ter-Mykyrtczian
Alfred Ter-Mykyrtczian (orm. Ալֆրէդ Տէր-Մկրտչյան; ros. Альфред Тер-Мкртчян,  ur. 19 marca 1971 w Teheranie) – radziecki i niemiecki zapaśnik w stylu klasycznym. Pochodzi z rodziny ormiańsko-perskiej.
Trzykrotny olimpijczyk. Srebrny medalista z Barcelony 1992, dziewiąty w Atlancie 1996, piąte miejsce w Sydney 2000. Rozpoczynał karierę w barwach ZSRR. Na Igrzyskach w Barcelonie reprezentował WNP Od 1993 zawodnik Niemiec.
Siedmiokrotny uczestnik Mistrzostw Świata, pięciokrotny medalista, złoty z 1994. Sześć razy na podium Mistrzostwa Europy, złoto w 1992. Wojskowy mistrz świata w 2001 roku.
Mistrz WNP w 1992 roku. Pięciokrotny mistrz Niemiec w 1994,95,98,99,2000 roku.